# Renault Torino

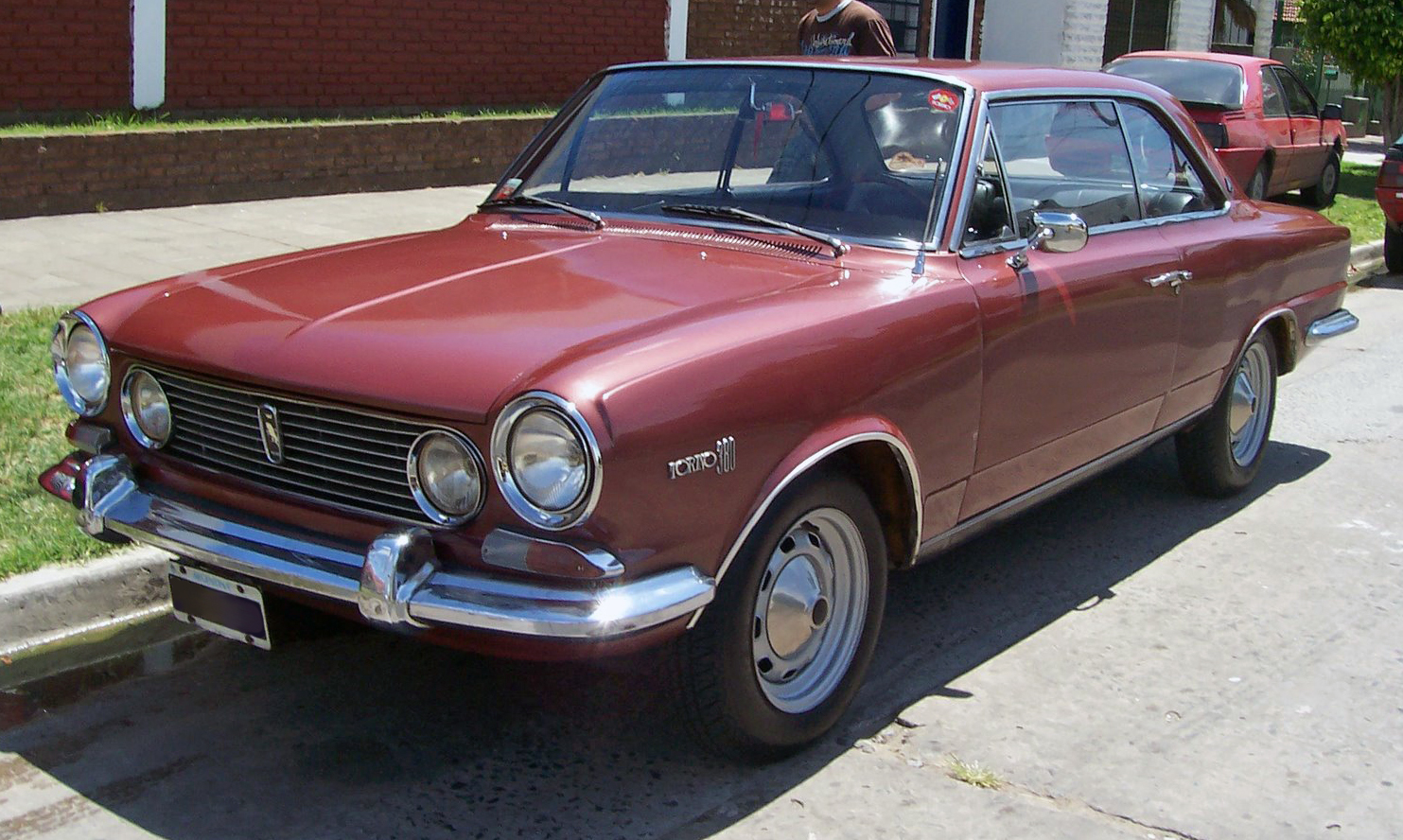
IKA Torino 380 coupé

IKA Torino (пізніше Renault Torino) — легковий автомобіль, виготовлений аргентинською компанією Industrias Kaiser Argentina (IKA) з 1966 по 1975 року, і Renault SA Argentina з 1975 по 1981 роках. Torino являє собою компактний автомобіль E сегменту повністю розроблений в Аргентині, дизайн якого заснований на американській моделі Rambler American.
Torino був представлений в двох варіантах кузова, це бути чотиридверний седан і дводверне купе. Він оснащувався рядними бензиновими 6 циліндровими, що працюють з 4-ст. коробками передач.

## Двигуни
- 2.96 л Р6 Tornado Special
- 3.7 л Р6 Tornado Interceptor
- 3.8 л Р6 Torino 233
- 4.0 л Р6 Tornado Interceptor 241